# Hemianemia dimorphostachys
Hemianemia dimorphostachys là một loài dương xỉ trong họ Anemiaceae. Loài này được Baker C.F. Reed mô tả khoa học đầu tiên năm 1948.